# لاورن بیکر
لاورن بیکر (انگلیسی: LaVern Baker؛ ۱۱ نوامبر ۱۹۲۹ – ۱۰ مارس ۱۹۹۷) یک موسیقی‌دان و خواننده ریتم اند بلوز اهل ایالات متحده آمریکا بود.
او در سال ۱۹۹۱ به عضویت تالار مشاهیر راک اند رول درآمد و دومین زنی بود که پس از آرتا فرانکلین به چنین افتخاری دست می‌یافت. او دو مرتبه هم برندهٔ جایزه تالار مشاهیر گرمی شده است.